# Torres Carlton
Torres Carlton na freguesia civil de Carlton, 5 milhas (8 km) a sudeste de Selby, North Yorkshire, Inglaterra, é uma edificação classificada de grau I, uma casa senhorial inglesa em estilo neogótico, rodeada por um parque de veados com 101 hectares.
A casa foi reconstruída na sua forma atual entre 1873 e 1875 por Henry Stapleton, 9.º Barão Beaumont (1848–1892), cujo pai, Miles Stapleton, 8.º Barão Beaumont (1805–1854), herdara em 1840 o título de Barão Beaumont, então em suspenso desde 1507. O arquiteto responsável foi Edward Welby Pugin, que "revestiu e incorporou" a anterior casa senhorial datada de 1614 numa estrutura de maiores dimensões. Para financiar a empreitada, vendeu grande parte da propriedade. O 9.º Barão faleceu de pneumonia, sem descendência, tendo a casa sido herdada pelo seu irmão mais novo, o 10.º Barão. Atualmente, a casa pertence ao trineto deste último, Edward Fitzalan-Howard, 18.º Duque de Norfolk, 13.º Barão Beaumont (n. 1956), de Arundel Castle, em Sussex, que cedeu a residência ao seu irmão mais novo, Lorde Gerald Fitzalan-Howard (n. 1962). As principais divisões da casa estão disponíveis para aluguer, nomeadamente para receções de casamento e outros eventos.

## História
Sabe-se da existência de uma casa no local pelo menos desde o século XIV, embora nada seja visível atualmente e não existam registos documentais.

O edifício atual incorpora parte de uma casa senhorial construída em 1614 por Sir Edward Darcy, cujos descendentes a venderam à família Stapleton de Carlton no século XVIII. O edifício foi reconfigurado entre 1873 e 1875 num estilo neogótico francês pelo arquiteto Edward Welby Pugin (1834–1875), para Henry Stapleton, 9.º Barão Beaumont. O novo edifício substituiu em grande parte a anterior casa senhorial, da qual apenas uma ala foi mantida.

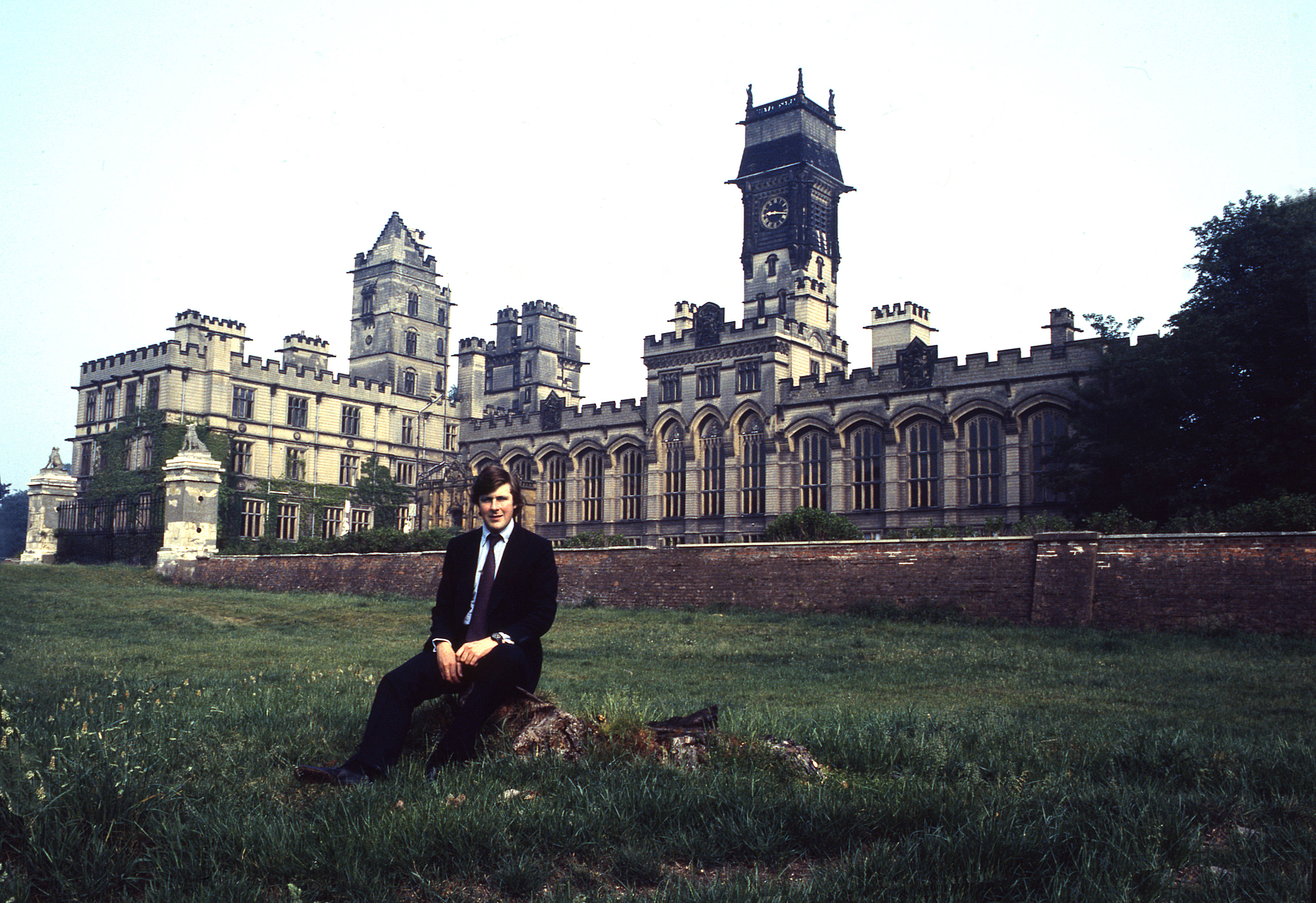
Edward Fitzalan-Howard, Conde de Arundel e Surrey (futuro 18.º Duque de Norfolk e 13.º Barão Beaumont) em 1981, com 25 anos de idade, em Torres Carlton.

Em 1971, a propriedade foi herdada por Miles Stapleton-Fitzalan-Howard, 17.º Duque de Norfolk e 12.º Barão Beaumont, aquando do falecimento da sua mãe, Mona Stapleton, 11.ª Baronesa Beaumont. A propriedade mantém-se desde então na posse da família Howard, duques de Norfolk, primogénitos da aristocracia católica inglesa. O atual proprietário é Edward Fitzalan-Howard, 18.º Duque de Norfolk, que cedeu a casa ao seu irmão mais novo, Lorde Gerald Fitzalan-Howard, para a administração do espaço como local de eventos.

## Arquitetura
Torres Carlton é classificada como edifício listado de Grau I, destacando-se como exemplo representativo do neogótico vitoriano. A casa possui três torres principais: a torre do relógio central, ladeada por duas torres menores de canto, todas com ameias decorativas. O interior ostenta trabalhos em madeira entalhada, vitrais e tetos ornamentados. A sala de desenho veneziana, utilizada frequentemente em sessões fotográficas e eventos, conserva lareiras heráldicas com os brasões das famílias Beaumont, Stapleton e Errington.

## Propriedade e uso contemporâneo
Desde a década de 1990, Torres Carlton tem sido utilizada como local para casamentos, eventos corporativos, filmagens televisivas e outras atividades culturais. Lorde Gerald Fitzalan-Howard e a sua esposa Jo gerem o espaço, promovendo a restauração e manutenção do edifício através de receitas provenientes destes eventos. O edifício e os jardins encontram-se abertos ao público em dias específicos.

## Na cultura popular
Carlton Towers foi utilizada como local de filmagem da série de televisão britânica MasterChef, bem como em outras produções televisivas e cinematográficas. A sua aparência romântica e imponente tem sido valorizada por realizadores e produtores como pano de fundo dramático.